# Cleopatra VII
Cleopatra VII Philopator (januari 69 v.Chr. – 12 augustus 30 v.Chr.) was koningin van het oude Egypte, het laatste lid van de Ptolemaeïsche dynastie en daarmee de laatste Hellenistische heerseres van Egypte. Ze is de bekendste van de verschillende gelijknamige Egyptische vorstinnen en wordt gewoonlijk kortweg als Cleopatra aangeduid. Haar familie was oorspronkelijk van Grieks-Macedonische afkomst. Ze was mede-heerseres over Egypte naast haar vader Ptolemaeus XII Auletes, haar broers/echtgenoten Ptolemaeus XIII Theos Philopator, Ptolemaeus XIV Theos Philopator II en later haar zoon Ptolemaeus XV Caesarion.
Cleopatra overleefde een staatsgreep uitgedokterd door de hovelingen van haar oudste broer en ging vervolgens een verhouding aan met Julius Caesar, die haar greep op de troon verstevigde. Na de moord op Caesar in 44 v.Chr. bond ze zich aan Marcus Antonius, met wie zij een tweeling kreeg. Later trouwde zij met Marcus Antonius en kreeg nog een zoon. Alles bij elkaar had Cleopatra vier kinderen, één bij Caesar en drie bij Antonius. Haar (verstands)huwelijken met haar twee broers leverden geen kinderen op.
Nadat Antonius' rivaal en Caesars wettelijke opvolger, Gaius Julius Caesar Octavianus, de volle macht van Rome tegen Egypte keerde en een relatie met Cleopatra van de hand wees, benam Cleopatra zich van het leven op 12 augustus in 30 v.Chr. Haar nalatenschap overleeft in de vorm van talloze dramatiseringen van haar levensverhaal, inclusief William Shakespeares Antony and Cleopatra, verscheidene opera's en films.

## Leven
Ofschoon Grieks van taal en cultuur wordt Cleopatra beschouwd als het eerste lid van haar familie dat tijdens hun 300-jarig bewind in Egypte de Egyptische taal geleerd heeft.

### Geboorte en heerschappij met haar vader
"Cleopatra is Oudgrieks voor "vaders glorie" en haar volledige naam, "Cleopatra Thea Philopator" betekent "De Godin Cleopatra, Vaderminnend". Zij was de derde van vier dochters van koning Ptolemaeus XII Auletes, met wie zij in eerste instantie samen regeerde. In haar familie waren dan ook meerdere Cleopatra’s. Zijzelf werd “Cleopatra VII” genoemd.

### Bewind met Ptolemaeus XIII
Toen haar vader stierf in het voorjaar van 51 v.Chr. was zij net 18 jaar oud. Als oudste overlevende kind (haar oudere zussen Berenice IV en Cleopatra VI waren reeds gestorven) werd zij regentes tijdens het koningschap van de oudste van haar jongere broers, Ptolemaeus XIII, die twaalf jaar oud was. Geheel volgens de Egyptische traditie trouwde zij met hem, doch vooral om dynastieke redenen (teneinde koningin over Egypte te kunnen worden middels een huwelijk met haar eigen broer).

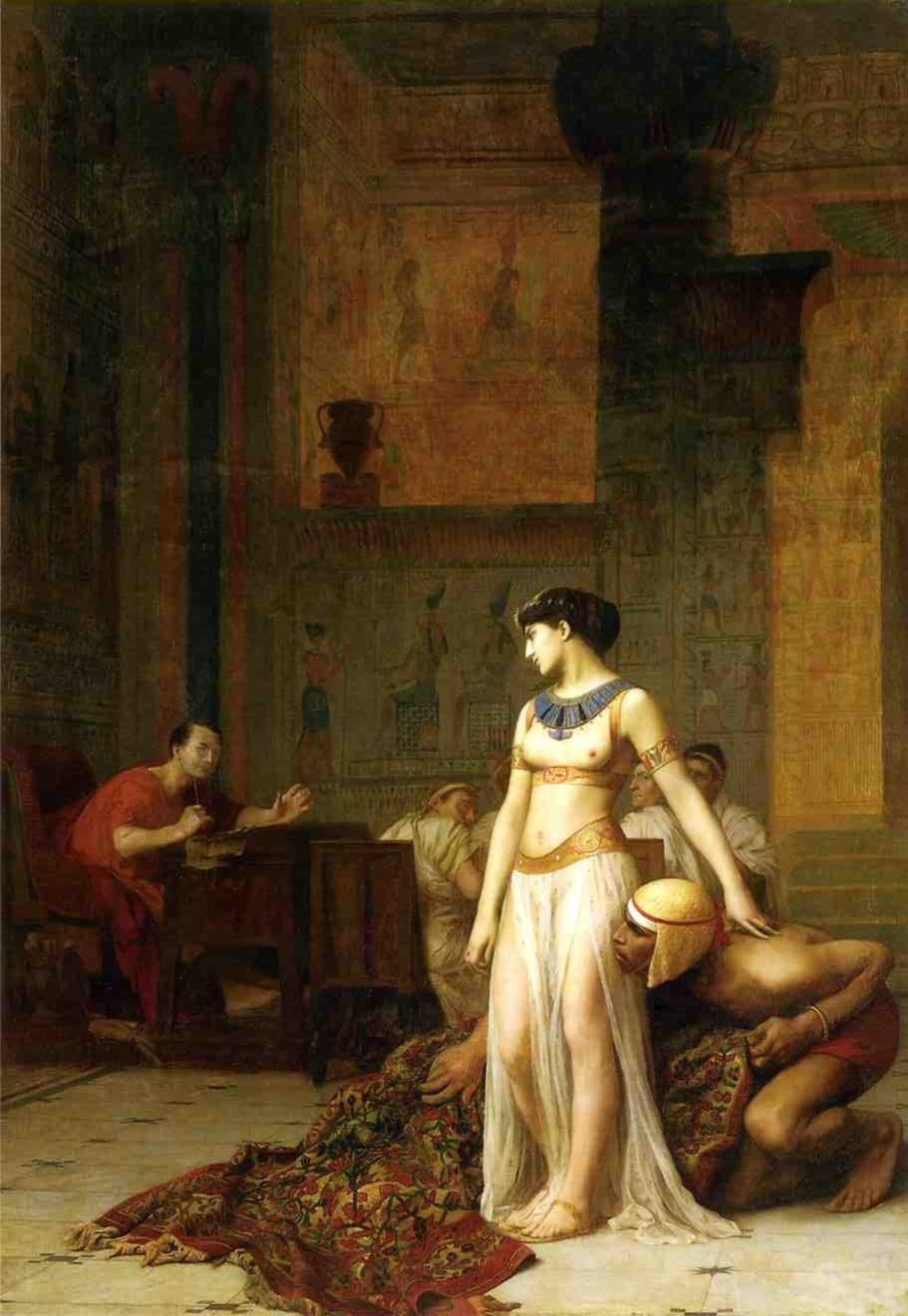
Cleopatra en Caesar
(1866), Jean-Léon Gérôme

### Ondergang, herstel, Caesar
Vanaf augustus 51 v.Chr. begon zij met het weglaten van de naam van haar echtgenoot in officiële documenten, een klap in het gezicht van de Ptolemaeische traditie die bepaalde dat vrouwelijke heersers ondergeschikt waren aan de mannelijke co-heerser. Bovendien verscheen alleen Cleopatra's gezicht op munten. Misschien vanwege haar geldingsdrang zette een kliek van hovelingen, geleid door de eunuch Pothinos, Cleopatra af (waarschijnlijk in 48 v.Chr., wellicht eerder). Een decreet met alleen de naam van Ptolemaeus uit 51 v.Chr. is bewaard gebleven. Cleopatra probeerde om een rebellie te organiseren rond Pelusium, maar zij werd spoedig gedwongen om Egypte te ontvluchten. Haar jongere nog enig levende zuster Arsinoë IV vergezelde haar.
In de herfst van 48 v.Chr. bracht Ptolemaeus echter zijn eigen macht in gevaar door onwettelijke inmenging in de zaken van Rome. Toen Pompeius, verslagen bij Pharsalus en op de vlucht voor de zegevierende Julius Caesar, in Alexandrië bescherming zocht, liet Ptolemaeus hem vermoorden om bij Caesar in de gunst te komen. Caesar vond dit verraad echter zodanig verachtelijk dat hij de Egyptische hoofdstad innam en zichzelf als scheidsrechter tussen de rivalen Ptolemaeus en Cleopatra benoemde. Pompeius was getrouwd met de dochter van Caesar, die gestorven was bij de geboorte van hun zoon. Na een korte oorlog (Alexandrijnse Oorlog) werd Ptolemaeus gedood en Caesar herstelde Cleopatra op de troon, met een andere jongere broer, Ptolemaeus XIV, als nieuwe medeheerser en echtgenoot (48–44 v.Chr.).
Caesar overwinterde in Egypte in 48–47 v.Chr. en Cleopatra versterkte haar politieke positie door zijn minnares te worden. Egypte bleef onafhankelijk, maar drie Romeinse legioenen bleven achter om het te verdedigen. Cleopatra's winterse affaire met Caesar leverde een zoon op, Ptolemaeus Caesar (bijgenaamd Caesarion, kleine Caesar). Om de Romeinse Senaat niet voor het hoofd te stoten, weigerde Caesar echter de zoon te benoemen tot zijn opvolger. In plaats daarvan benoemde hij (later, in zijn testament) zijn achterneef Octavianus.
Cleopatra en Caesarion waren op bezoek in Rome tussen 46 en 44 v.Chr. en waren ook aanwezig toen Caesar werd vermoord. Voor of net na haar terugkeer naar Egypte stierf Ptolemaeus XIV. Cleopatra maakte vervolgens Ptolemaeus XV Caesarion (beter bekend als Caesarion) tot haar medeheerser en opvolger (44 tot 30 v.Chr.), uiteraard zonder huwelijk.

### Marcus Antonius, definitieve ondergang, dood

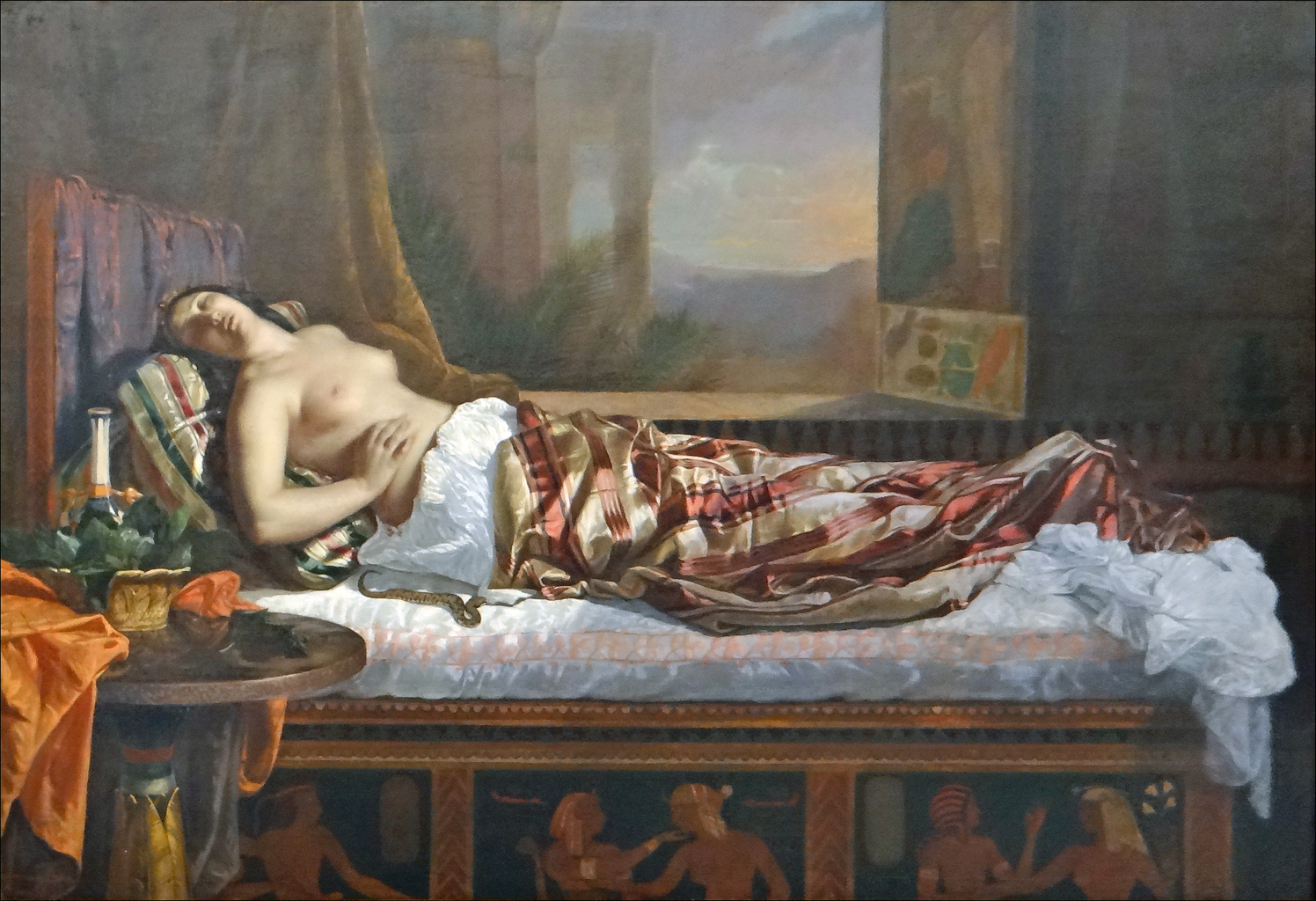
De dood van Cleopatra
(1841), German Von Bohm
Exposition Vanitas (2014) in Musée d'Arts de Nantes

In 41 v.Chr. was Marcus Antonius een van de triumvirs die Rome regeerden in het machtsvacuüm na de dood van Caesar. Hij riep Cleopatra bij zich in Tarsus haar loyaliteit te testen. Cleopatra arriveerde met groot gevolg en charmeerde Antonius dusdanig dat hij ervoor koos om de winter van 41–40 v.Chr. met haar door te brengen in Alexandrië. Tijdens de winter werd zij zwanger van een tweeling, die Cleopatra Selene en Alexander Helios genoemd werden.
Vier jaar later, in 37 v.Chr., bracht Antonius weer een bezoek aan Alexandrië, op weg om oorlog te voeren tegen de Parthen. Hij vernieuwde zijn relatie met Cleopatra, en van dan af zou Alexandrië zijn thuis worden. Wellicht is hij getrouwd met Cleopatra volgens een Egyptisch ritueel (een brief van Suetonius suggereert dit), ook al was hij op dat moment getrouwd met Octavia Thurina minor, zuster van zijn mede-triumvir Octavianus. Hij en Cleopatra hadden nog een kind, Ptolemaeus Philadelphus. Bij de Donatie van Alexandrië laat in 34 v.Chr., na de overwinning van Antonius in Armenia, werden Cleopatra en Caesarion gekroond tot co-heersers van Egypte en Cyprus. Alexander Helios werd de koning van Armenia, Medië en Parthië. Cleopatra Selene werd gekroond tot heerser van Cyrenaica en Libië. Ptolemaeus Philadelphus werd gekroond tot heerser van Fenicië, Syrië en Cilicië. Cleopatra nam ook de titel van Koningin der Koningen aan.
Het overtuigde de Senaat om een oorlog te beginnen tegen Egypte. In 31 v.Chr. kwamen de troepen van Antonius tegenover die van Octavianus te staan in een zeeslag voor de kust van Actium. Cleopatra was aanwezig met haar eigen vloot, maar toen zij zag dat de slecht uitgeruste schepen van Antonius begonnen te verliezen van de superieure Romeinen, koos zij het hazenpad. Antonius verliet het gevecht om haar te volgen. Zo luidt althans de versie die later verspreid is door Octavianus. De kans is groot dat de 'vlucht' van beiden eerder een geplande uitbraakpoging was, nadat ze reeds zo goed als alle vlootbases in de regio verloren hadden aan Octavianus' generaal Agrippa.
Volgend op de Slag bij Actium viel Octavianus Egypte binnen. Toen hij Alexandrië naderde, deserteerden de legers van Antonius naar Octavianus. Cleopatra en Antonius pleegden beiden zelfmoord: Antonius stortte zich op zijn zwaard en Cleopatra vergiftigde zich volgens diverse bronnen - na een afwijzing van haar voorstellen door Octavianus - met behulp van een of meerdere slangen op 12 augustus in 30 v.Chr. Cleopatra's zoon van Julius Caesar, Ptolemaeus XV (Caesarion), werd in opdracht van Octavianus geliquideerd. De drie kinderen van Cleopatra en Antonius werden gespaard en meegenomen naar Rome waar zij werden opgevoed door de echtgenote van Antonius, Octavia.
De Romeinse geschiedschrijving bevat tegenstrijdige verslagen over de doodsoorzaak van Cleopatra. Sommigen zeggen dat het een giftige slang betrof, terwijl anderen beweren dat ze stierf door injecties met gif in haar arm of zelfs door een giftige zalf.
Er werd vaak gezegd dat Cleopatra een aspisadder gebruikte om zich te doden, maar deze slangensoort komt niet in Egypte voor. Er wordt veeleer aan een Egyptische cobra gedacht, omdat die gebruikt werden om criminelen te executeren, en omdat de cobra de godin Wadjet, de schutspatroon van Neder-Egypte, vertegenwoordigde en het beschermingssymbool van de Egyptische koningen was. Ook gaat het verhaal dat zij verscheidene dienaars vroeg om de verschillende vormen van zelfmoord uit te proberen, voordat zij de meest effectieve methode uitkoos. Andere bronnen suggereren dat zij experimenteerde met verschillende vormen van "zelfmoord" op gevangenen. Ook werd er wel beweerd dat Cleopatra een kom met gif zou hebben gedronken om te sterven. Een alternatieve theorie zegt dat ze werd vermoord door Octavianus, in plaats van zelfmoord, maar deze theorie wordt niet gestaafd door de bronnen. Het is niet duidelijk waar Cleopatra is begraven; haar graf is nooit gevonden.

## Cleopatra in de kunsten
Het verhaal van Cleopatra heeft diverse schrijvers en artiesten door de eeuwen heen gefascineerd. Die aantrekkingskracht kwam voor een belangrijk deel door haar legende als een grote verleidster die in staat was om de twee machtigste mannen van haar tijd (Caesar en Antonius) aan zich te binden.

### Films

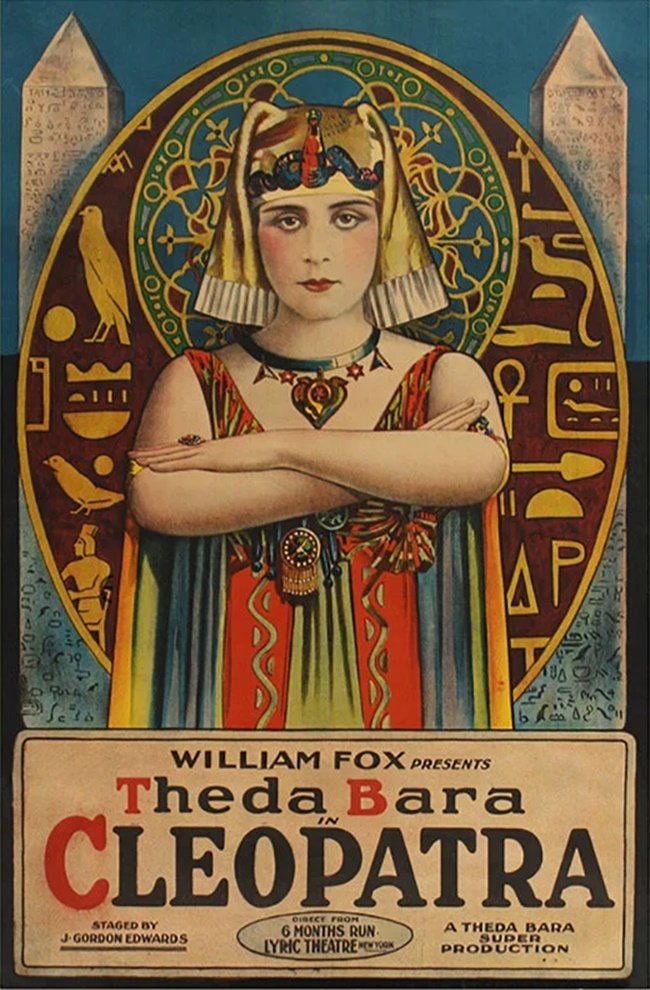
Filmposter van Cleopatra
(1917), met Theda Bara als Cleopatra, Twentieth Century Fox

## Galerij

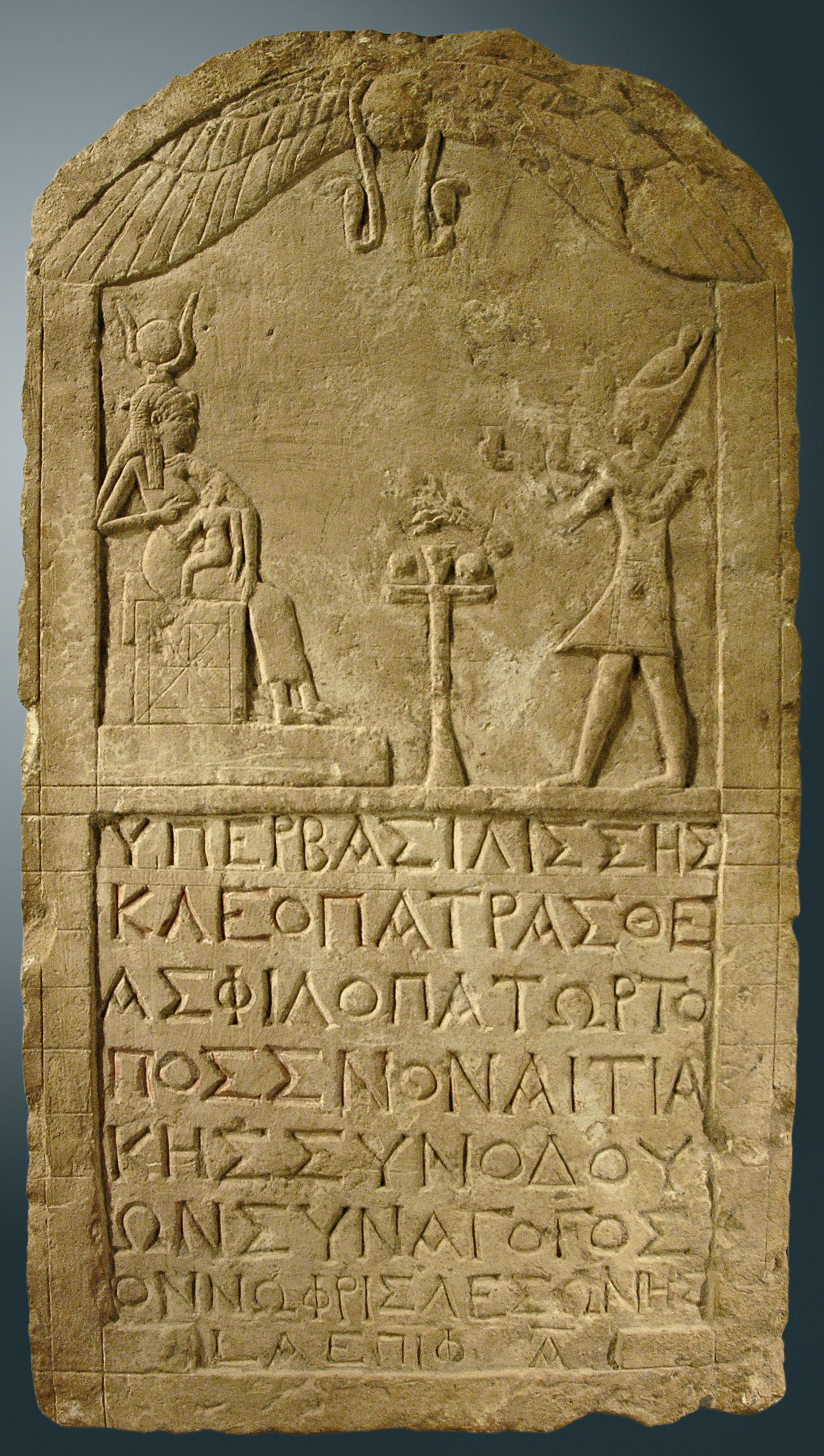
Stèle van kalksteen van Isis en Cleopatra VII (51 v. Chr.), Louvre
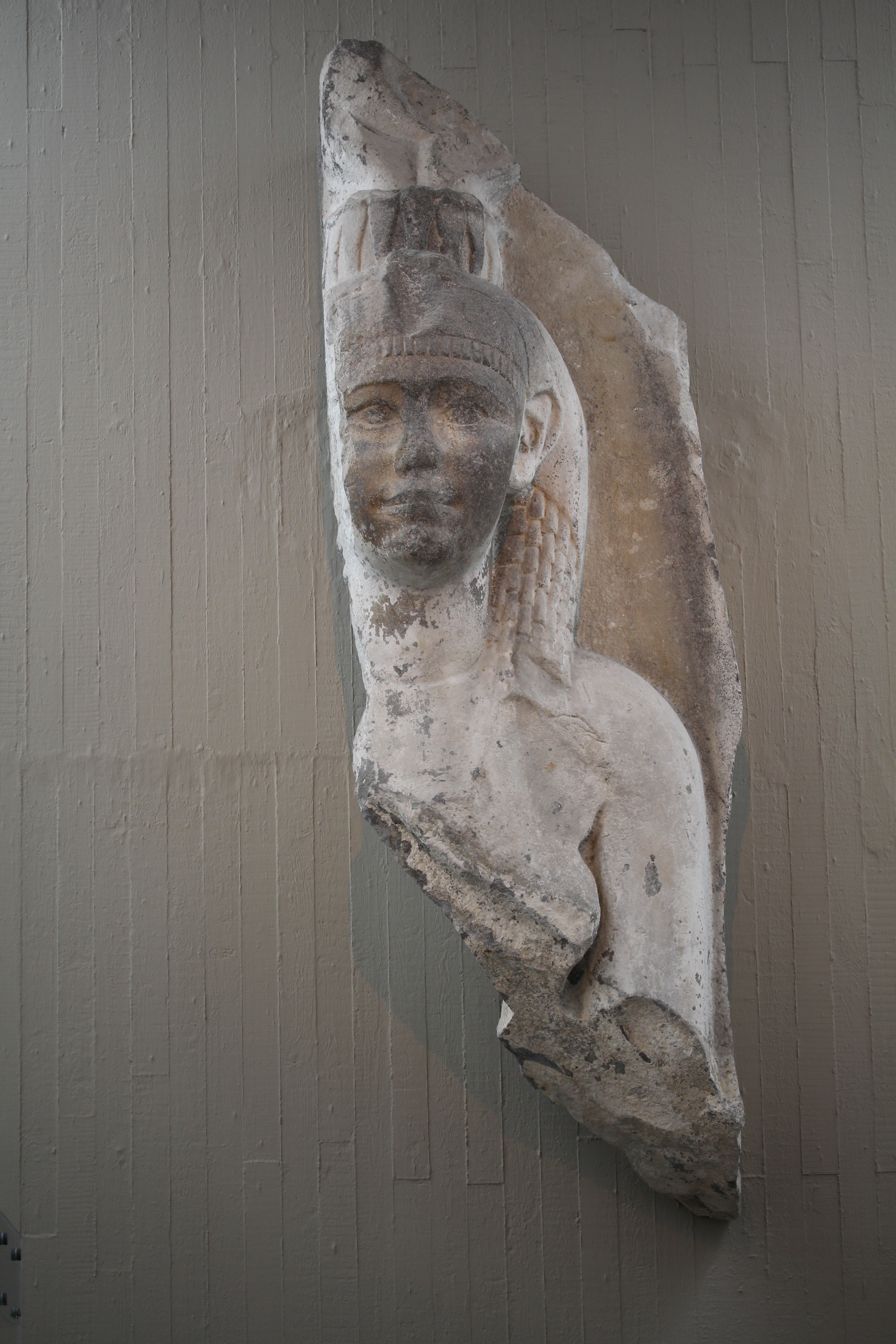
Fragment van een kolossaal standbeeld uit Alexandrië, dat vermoedelijk Cleopatra VII als Isis voorstelt Musée Royal de Mariemont
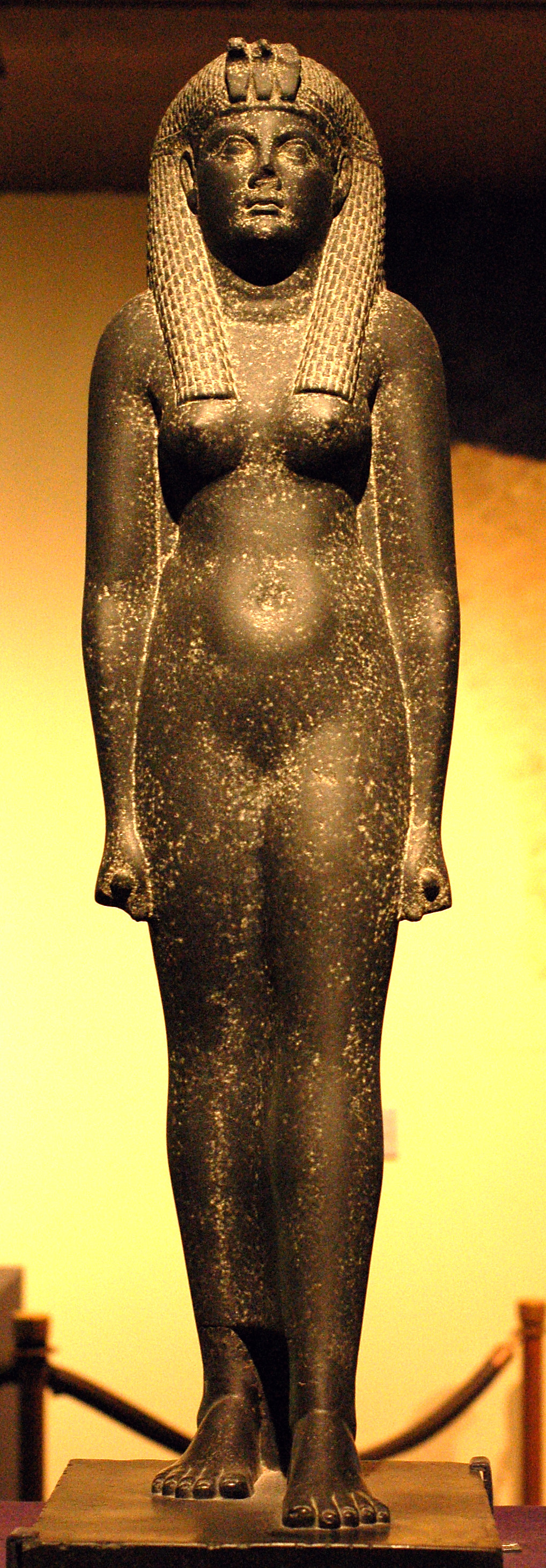
Beeld van Cleopatra VII REM in San José
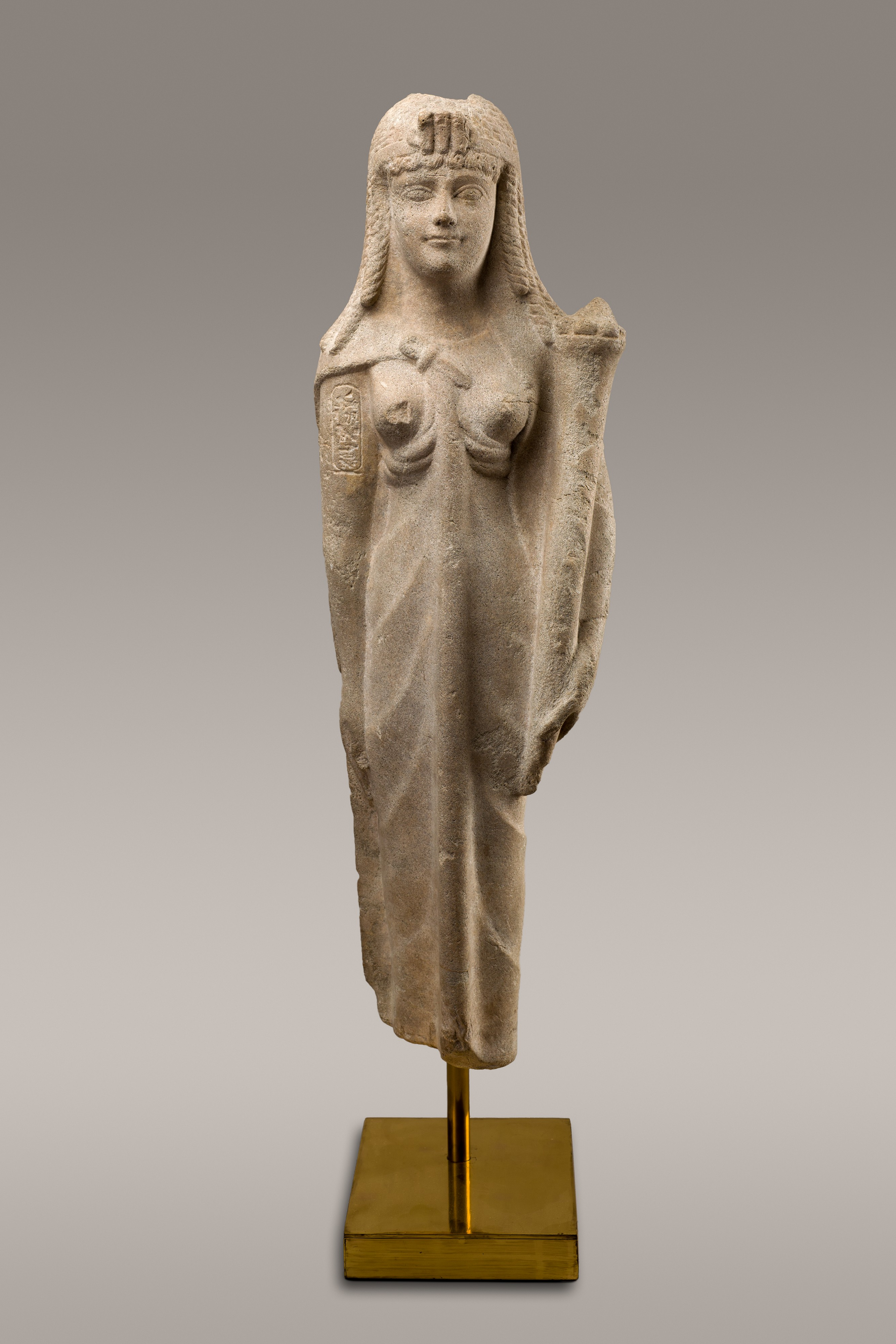
Beeld van mogelijk Cleopatra VII (200-30 v. Chr.), The MET
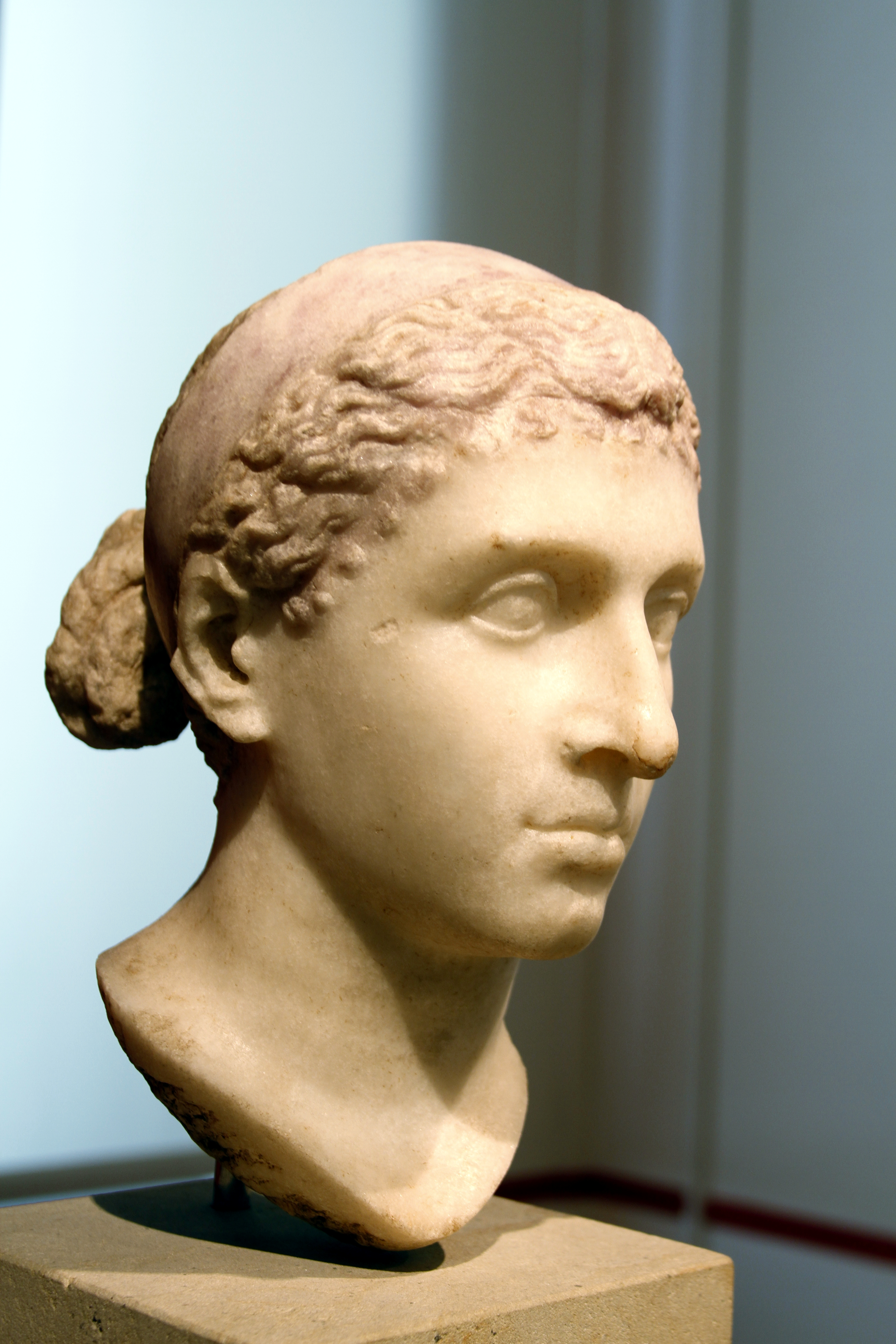
De Berlijnse Cleopatra Een Romeinse buste van Cleopatra VII met een koninklijk diadeem (40-30 v. Chr.), vindplaats Via Appia tussen Ariccia en Genzano, Altes Museum
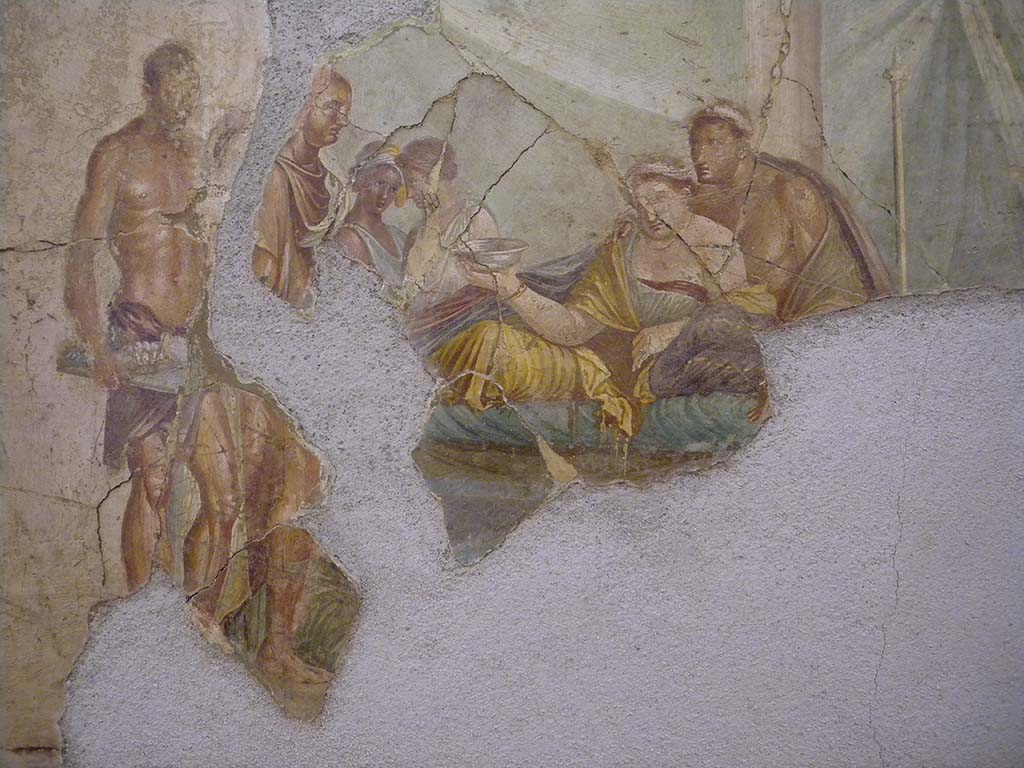
Romeinse muurschildering Vermoedelijk van Cleopatra VII, die haar koninklijke diadeem draagt en zelfmoord pleegt met vergif, terwijl haar zoon Caesarion, die ook een koninklijk diadeem draagt, achter haar staat (begin 1e eeuw n. Chr.), Pompeï